# Francesc Fàbregas i Mas
Francesc Fàbregas i Mas (Barcelona, 11 de novembre de 1857 - Barcelona, 15 de desembre de 1933) fou un metge i polític català, diputat a les Corts Espanyoles durant la restauració borbònica.

## Biografia
Va néixer al carrer de la Porta Nova de Barcelona, fill del curtidor Joan Fàbregas i de Maria Mas i Esparvé, ambdós naturals de Barcelona.
Llicenciat en medicina a la Universitat de Barcelona el 1880, treballà com a cirurgià a Granollers i Olot i fou president de l'Acadèmia de Ciències Mèdiques i de la Salut de Catalunya i Balears el 1912-1913 i del Reial Automòbil Club de Catalunya de 1913 a 1918. També fou elegit diputat pel districte d'Olot per la Lliga Regionalista a les eleccions generals espanyoles de 1918. En morir va donar la seva biblioteca a l'ACMSCB, les obres de dret a la Universitat de Barcelona i la seva pinacoteca al MNAC.